# راي بروسارد
راي بروسارد (بالإنجليزية: Ray Broussard)‏ هو فارس أمريكي، ولد في 11 أغسطس 1937 في أبفيل في الولايات المتحدة، وتوفي في 6 أكتوبر 1993.